# Воррен-Сіті (Техас)
Воррен-Сіті (англ. Warren City) — місто (англ. city) в США, в округах Грегг і Апшер штату Техас. Населення — 319 осіб (2020).

## Географія
Воррен-Сіті розташований за координатами 32°33′4″ пн. ш. 94°54′18″ зх. д. / 32.55111° пн. ш. 94.90500° зх. д. (32.551242, -94.904887).  За даними Бюро перепису населення США в 2010 році місто мало площу 4,58 км², з яких 4,58 км² — суходіл та 0,00 км² — водойми.

## Демографія
Згідно з переписом 2010 року, у місті мешкало 298 осіб у 115 домогосподарствах у складі 83 родин. Густота населення становила 65 осіб/км².  Було 132 помешкання (29/км²).
Расовий склад населення:
| - 87,9 % — білих - 7,7 % — чорних або афроамериканців - 2,0 % — осіб інших рас |

До двох чи більше рас належало 2,3 %. Частка іспаномовних становила 6,0 % від усіх жителів.
За віковим діапазоном населення розподілялося таким чином: 26,8 % — особи молодші 18 років, 60,4 % — особи у віці 18—64 років, 12,8 % — особи у віці 65 років та старші. Медіана віку мешканця становила 38,9 року. На 100 осіб жіночої статі у місті припадало 105,5 чоловіків;  на 100 жінок у віці від 18 років та старших — 96,4 чоловіків також старших 18 років.
Середній дохід на одне домашнє господарство  становив 69 583 долари США (медіана — 63 750), а середній дохід на одну сім'ю — 82 843 долари (медіана — 80 625). За межею бідності перебувало 5,6 % осіб, у тому числі 2,3 % дітей у віці до 18 років та 9,1 % осіб у віці 65 років та старших.
Цивільне працевлаштоване населення становило 199 осіб. Основні галузі зайнятості: освіта, охорона здоров'я та соціальна допомога — 21,6 %, виробництво — 13,6 %, роздрібна торгівля — 13,1 %.